# Eugen Placeriano
Eugen Placeriano (Zagabria, 3 dicembre 1897 – Zagabria, 6 novembre 1972) è stato un calciatore jugoslavo, di ruolo attaccante.

## Biografia
È nato a Zagabria da genitori italiani (erano originari di Udine), proprio a causa delle sue origini italiane è anche conosciuto come Eugen Plazzeriano (cognome nativo del padre).